# ¡Anabel!
¡Anabel! fue un programa cómico de televisión mexicana, producido y dirigido por Enrique Segoviano, emitido desde 1988 a 1996 por la empresa Televisa a través de su primera cadena nacional, El Canal de las Estrellas los jueves a las 8:00 p. m. y en sus últimos años, los viernes a las 7:00 p. m.

## Sinopsis
Es un programa de variedades presentado por la actriz y comediante Anabel Ferreira. Inicialmente, se presentaba como una serie de viñetas o «sketches» cómicos pregrabados con números musicales de artistas invitados. Posteriormente, también se presentaron episodios largos protagonizados por alguno de los personajes habituales del programa y otros con trama original; en algunas ocasiones, estos episodios eran acompañados por «sketches» cortos para completar la duración de la emisión.

## Sketches
1. La Lagartija Karateca[2]
2. Coralia
3. Ella y Él
4. Adelina y Faustina
5. La Historia según Anabel
6. Corre y se Va
7. Si persisten las molestias... ¡aguántese! (con la enfermera Chayo)
8. La Dra. Noai Tozz
9. Tuchancla La Reina Blanca
10. Socorrito
11. Ana Campana
12. Alta infidelidad
13. Anabel Capone
14. Anatún
15. Sandra La Justiciera Platinada
16. Yadira La Diva

## Fin de la emisión
En sus últimos años, su duración pasó de 1 hora a media hora y comenzaron a emitirse sketches de años anteriores a manera de compilación. El programa terminó en 1996 tras el retiro de los escenarios de Anabel Ferreira, debido a una condición de salud.

## Premios y reconocimientos

### Premios TVyNovelas
| Año  | Categoría                 | Nominado(a)          | Resultado |
| ---- | ------------------------- | -------------------- | --------- |
| 1994 | Mejor actriz de comedia   | Anabel Ferreira      | Nominada  |
| 1993 | Mejor actriz de comedia   | Anabel Ferreira      | Ganadora  |
| 1992 | Mejor programa de comedia | Enrique Segoviano    | Ganador   |
| 1992 | Mejor actriz de comedia   | Anabel Ferreira      | Ganadora  |
| 1992 | Mejor actor de comedia    | Eugenio Derbez       | Ganador   |
| 1991 | Mejor programa de comedia | Enrique Segoviano    | Ganador   |
| 1991 | Mejor actriz de comedia   | Anabel Ferreira      | Ganadora  |
| 1991 | Mejor actriz de comedia   | María Alicia Delgado | Nominada  |
| 1991 | Mejor actor de comedia    | Eugenio Derbez       | Nominado  |
| 1990 | Mejor actriz de comedia   | Anabel Ferreira      | Ganadora  |
| 1989 | Mejor actriz de comedia   | Anabel Ferreira      | Ganadora  |